# Tegner (slægt)
 For alternative betydninger, se Tegner (flertydig). (Se også artikler, som begynder med Tegner)
Tegner er en dansk slægt, der særligt er knyttet til Helsingør. Slægten Tegner føres tilbage til kronelensmand, brugsskriver ved Limhamn kalkbrud Joran Tegner (ca. 1650-ca. 1709), af hvis sønner øltapper i Malmø Isak Tegner (f. 1693) var fader til smed ved Bremerholm Christopher Tegner (d. 1763) og til skræddermester i København Martin Tegner (d. 1782), hvis sønner var stadsmægler i Helsingør, købmand, kgl. agent Isaach Wilhelm Tegner (1765-1820) og tømrer- og bådebyggermester sammesteds, kaptajn Friderich Christian Tegner (1770-1837); denne var fader til portrætmaler, litograf Christian Martin Tegner (1803-1881) og til litograf Isaac Wilhelm Tegner (1815-1893), hvis sønner var illustrator, professor Hans Christian Harald Tegner (1853-1932) og overretssagfører Georg Vilhelm Tegner (1850-1926); dennes datter, hofviolinistinde Hertha Christine Thode, f. Tegner (1884-1943) var enke efter den tyske kunsthistoriker, gehejmeråd Henry Thode (1857-1920).
Ovennævnte agent Isaach Wilhelm Tegner (1765-1820) var fader til købmand i Helsingør Martin Peter Tegner (1796-1825) — hvis datter Wilhelmine Augusta Tegner (1822-1848) var gift med kommandør Johan Cornelius Tuxen (1820-1883) — til kommandør Peter Wilhelm Tegner (1798-1857) — hvis søn var kaptajn i Marinen Johannes Christopher Tegner (1829-1886) — og til kæmner i Helsingør Ludvig Ferdinant Tegner (1805-1893). Denne var fader til generaldirektør for Statsbanerne Isaac Wilhelm Tegner (1832-1909) — hvis søn var direktør Poul Martin Tegner (1874-1945) — og til premierløjtnant og kammerjunker, senere grosserer og direktør for Kjøbenhavns Handelsbank Jørgen Henry August Tegner (1843-1911), hvis sønner var grosserer Hans Tegner (1878-1948) og billedhugger Rudolph Christopher Puggaard Tegner (1873-1950).